# Wayne Newton
Wayne Newton (Roanoke, 3 de abril de 1942) é um cantor e showman estadunidense, radicado em Las Vegas, onde num período de mais de 40 anos apresentou acima de 30 mil espetáculos solo, o que lhe conferiu o "título" de Mr. Las Vegas.
Suas canções mais conhecidas são "Daddy Don't You Walk So Fast", de 1972 (seu maior sucesso, que alcançou o quarto lugar nas paradas do Billboard), "Years" (1980), a versão vocal de "Red Roses for a Blue Lady" (1965), e a sua canção assinatura, "Danke Schoen" (1963), que integra a trilha sonora de Ferris Bueller's Day Off.  
Ele participa da dublagem do jogo Fallout: New Vegas no papel do "Sr. New Vegas" que não aparece no jogo mas sua voz é ouvida em uma das rádios do jogo; a Rádio New Vegas.
Ele faz uma participação em férias Frustradas em Vegas e também na série Hacks da emissora Max, e em ambos os papéis, interpreta a si mesmo.
Interpretou o Pastor "Joe Butcher" no filme "007 - Permissão para Matar" de 1989.